# Pasport
Pour plus de détails, voir Fiche technique et Distribution.
Pasport (Паспорт) est un film franco-soviétique réalisé par Gueorgui Danielia et sorti en 1990.

## Synopsis
Deux demi-frères, Yasha et Merab, habitent à Tbilissi en Géorgie. Yasha est musicien et Merab chauffeur de taxi. En 1987, Yasha décide de partir pour Israël. Merab, qui souhaite rester, l'accompagne à Moscou. Dans l'aéroport, ils souhaitent boire un verre de champagne ensemble avant de se séparer. Merab va acheter une bouteille dans la zone des boutiques hors taxes en utilisant le passeport de son frère, sans se rendre compte qu'il ne peut pas revenir en arrière.

## Fiche technique
- Titre original : Паспорт
- Réalisation : Gueorgui Danielia
- Scénario : Gueorgui Danielia, Revaz Gabriadze, Arkadi Khaït (ru)
- Production : Mosfilm
- Photographie : Vadim Ioussov
- Musique : Giya Kancheli
- Montage : Tatyana Egorycheva
- Durée : 103 minutes
- Dates de sortie: 
  - 1990 (Russie)
  - 21 août 1991  (France)

## Distribution
- Gérard Darmon : Merab Papashvili / Yasha [1]
- Natalia Goundareva : Inga
- Oleg Yankovski : Borya
- Armen Djigarkhanian : Senya
- Evgueni Leonov : ambassadeur russe à Vienne
- Leonid Iarmolnik : ami de Borya en Israël
- Igor Kvacha : Rabbi
- Mamuka Kikaleishvili (en) : Moché Sepashvili, ancien policier géorgien
- Levan Pilpani (ru) : Vakhtang Papashvili, père de Yasha et Merab
- Roman Madianov : passager à l'aéroport
- Yakov Ben Sira : oncle Izya
- Nina Ter-Ossipian (ru) : mère d'oncle Izya
- Aleksandr Berda : Vassili Kuzmich
- Irina Chmeleva (ru) : amie de Vassili Kuzmich
- Levan Gabriadze (en) : épisode